# Paulina Tamayo
Paulina de las Mercedes Tamayo Cevallos (Quito, 14 de abril de 1965), conocida también como “La Grande del Ecuador”, es cantautora de música nacional, quien se destaca en los géneros musicales como Albazo, Pasillo, Pasacalles, etc.

## Biografía

### Primeros años
Su familia fue una gran influencia para el desarrollo de su carrera, ya que siempre vivió rodeada de música. Sus padres: Fausto Tamayo y María Luisa Cevallos Paladines (sobrina nieta del compositor Víctor Manuel Valencia Nieto). Además, sus siete hermanos (cuatro mujeres y tres hombres), también desarrollaron habilidades musicales, en especial sus hermanos: Paúl Tamayo quien tiene una orquesta llamada ‘Zandunga’ y Tony Tamayo, cantante de música cristiana. Paulina, con su familia aprendió algunos valores, por ejemplo: el compromiso con lo que se hace y la sensibilidad a la música, pues en su casa sólo se escuchaba música nacional. Como ella menciona: “Mi mamá nos hacía levantar y dormir con la música de Olimpo Cárdenas, doña Carlota Jaramillo, entre otros”.
A los 7 años, ingresa a la compañía del primer actor ecuatoriano, Don Ernesto Albán, en la cual permanece 12 años. Dentro de la academia, aprende todo lo que tiene que ver con el mundo del espectáculo, sobre todo, el sentido del arte.
Fue reconocida por La Prensa Americana, debido a su calidad artística, ya que la calificaron como aquella artista, que durante las 8 fechas de gira “World Tour”, en sus conciertos, agotó todas las entradas, en diciembre de 2016. En su adultez, Paulina realizó giras internacionales donde compartió escenarios con grandes figuras de la música internacional como Alci Acosta, Roberto Carlos, Juan Gabriel, El Greco, Los Panchos, Lola Flores, Los Visconti, Daniel Santos, Leo Dan, Rocío Dúrcal, José Luis Rodríguez “El Puma” entre otros. Después se convirtió en la Embajadora del folklore ecuatoriano y latinoamericano, visitó países como Argentina, Perú, Colombia, Brasil, Venezuela, Costa Rica, México, Canadá y Estados Unidos.

### Carrera musical
Su carrera artística empezó, cuando participó en el concurso “Artista Profesional” promovida por la Radio Éxito en 1970. Paulina, con tan solo 5 años de edad ganó el título de Artista Profesional, interpretando música ecuatoriana, siendo acreedora del Festival Colombo-Ecuatoriano, realizado en Rumichaca donde ganó con la interpretación del pasillo “Entrega Final” de Anita Proaño, el trofeo de oro.
El actor ecuatoriano Ernesto Albán quedó cautivado con la voz angelical de Paulina, quien apenas tenía seis años de edad, la llamaría a formar parte de su compañía, donde se mantuvo 15 años. En la compañía tuvo como primeros maestros a: Hermanos Miño Naranjo, Trío Los Reales, Las Hermanas López Ron, Trío Serenata, Pepe Jaramillo, Héctor Jaramillo.
A los 9 años de edad debuta en Lima-Perú, alternando con la destacada cantautora Chabuca Granda. La prensa escrita no tardó en comunicar que la pequeña intérprete de canciones ecuatorianas, Paulina Tamayo, lleva a Chabuca Granda hasta las lágrimas. Una de sus interpretaciones fue “Rebeldía” de Víctor Nieto.
Después de 7 años de vida artística, Paulina Tamayo, a la edad de 12 años deja en alto la música ecuatoriana, gracias a su participación en el festival latinoamericano “Juventudes” de Acarigua-Venezuela interpretando el albazo "Avecilla".
Sus primeros temas fueron ‘Imploración de amor’, ‘Fe perdida’, ‘Mentiras’ y ‘Callecita de amor’, todos compuestos por su madre.
Debido a sus 4 décadas de trayectoria artística, Paulina Tamayo, con 46 años de edad, se presentó en un gran concierto en el Ágora de la Casa de la Cultura Ecuatoriana de Quito, donde artistas nacionales rindieron tributo a la cantante.
El 6 de mayo de 2016, la artista se convirtió en la primera mujer en llenar el Coliseo General Rumiñahui, como una muestra del gusto masivo que conlleva la música nacional, en varias generaciones.
Con 40 años de trayectoria artística logra por cuarto año consecutivo recibir el premio a la mejor artista del año 2012 de música nacional. Con 51 años de edad realiza el tour "World Tour"en USA. El 10 de diciembre del mismo año comienza el Tour interpretando canciones de su disco “A Lo Grande Con La Grande”, su sede fue en la ciudad de Los Ángeles, California.
Entre 2017 y 2018 se convierte en jurado del reality Yo me llamo, producido por Teleamazonas, donde comparte junto al cantautor Juan Fernando Velasco y la actriz Paola Farías.
En 2018, en su gira musical "A lo grande" por sus 46 años de trayectoria, brindó espectáculos sinfónicos únicos, donde puso el mismo sentimiento en cada letra para su público.

## Discografía
| - Paulina Tamayo - Colección de Oro (1969) - Paulina Tamayo 25 Años – En sus Bodas de Plata (1995) - Paulina Tamayo 30 Años – Inimitable (2001) - Paulina Tamayo 35 Años – Hoy Como Ayer (2006) - Paulina Tamayo 40 Años – 4 Décadas de Canto Apasionado (2011) - Paulina Tamayo 45 Años - Ecuador en Mi Corazón (2014) - Paulina Tamayo A Lo Grande Con la Grande. (2016) - Canción de los Andes - Solo por tu Amor - Morena la Ingratitud - Amor y Más Amor - Amor Dolor - Avecilla - Amor Profundo - Por ti Llorando - Parece Mentira - Ecuador en mi Corazón - Nuestro Secreto - De cigarrillo en Cigarrillo - Despedida - Corazón - El Paisano |

Su sencillo, La Canción de Los Andes, tema del álbum Paulina Tamayo 30 Años – Inimitable, supera el millón de visitas y reproducciones en su canal oficial de YouTube. Mientras que su sencillo Amor, Dolor tema del álbum Paulina Tamayo 40 Años – 4 Décadas de Canto Apasionado, logró posicionarse como la Canción del Año por 2 años consecutivos, 2011-12

## Giras nacionales e internacionales
Desde sus primeros fulgores musicales, a los 9 años de edad, encontró oportunidades de expresar su talento musical fuera del país. Uno de estos países fueron: Perú, Venezuela, Colombia, entre otros. En Lima Perú participó en el homenaje a Chabuca Granda, a quien le hizo derramar lágrimas de emoción, al descubrir el gran talento de la niña, quien interpretó "Rebeldía" de Víctor Valencia Nieto. Granda expresó: “Ella no es una estrella porque la estrella brilla hasta cierto momento, ella es un astro, siempre permanecerá con su brillo innato.
Se convierte en la "Embajadora del folklore Ecuatoriano y Latinoamericano". Visitó países como Argentina, Perú, Colombia, Brasil, Venezuela, Costa Rica, México, Canadá, Estados Unidos. Hasta el momento, Paulina Tamayo nos deja en los escenarios poesía, música, e interpretación al más alto nivel profesional. Posicionando su lema “NUESTRA MÚSICA VIVIRÁ POR SIEMPRE”; con sus canciones poéticas:  "Parece Mentira", "las Tres Marías", "Avecilla", "Este Secreto", entre otras, Siendo hoy por hoy su estandarte la "Canción de los Andes".
Ha incursionado en varios géneros musicales, además de los temas nacionales gracias a la experiencia profesional que vivió en EE. UU. Trabajó algún tiempo con una cadena de hotel, donde componía música internacional, entonces cantó boleros, cumbia, valses, entre otros, “pero sin duda mi pasión es la música nacional”.

## Éxitos musicales
Dentro de sus éxitos musicales están en primer lugar: “Ecuador en mi corazón”, además de recoger todos los éxitos de su carrera. Salió a la venta junto al periódico “El comercio” a nivel nacional, llegando a agotarse todos sus ejemplares; otros de sus sencillos, que conmocionó al público ecuatoriano es la Canción de Los Andes, tema del álbum Paulina Tamayo 30 Años – Inimitable. Se ha comentado que ‘la Canción de los Andes’ es un tema en el que Paulina, al interpretarlo, llora y se resquebraja porque perdió un hijo. Al preguntarle sobre el tema ella supo expresar: “Sobre ese tema no le voy a contestar, pues me pone muy mal, es una situación trágica, es una canción dura de algo que me tocó vivir, de lo que prefiero no hablar...”
En sus 38 años de vida profesional, en el arte del canto y la interpretación vocal, ha grabado en total 10 discos de acetato 5 de 45 revoluciones por minuto 5 de larga duración y 5 compactos incursionando con gran éxito como intérprete de música nacional y latinoamericana, destacándose algunos temas mexicanos interpretados estos con acompañamiento de mariachis.
Es considerada ‘La grande del Ecuador’, lo cual significó una gran alegría y orgullo, pero a la vez una responsabilidad. “Ese nombre dice mucho, tanto para Paulina Tamayo como para el país al que me debo, es una gran responsabilidad que debo asumir con mucha dedicación”.